# Marasma
Il marasma è uno stato di estremo decadimento fisico causato da malnutrizione, e in particolare da una carenza cronica di tutti i macronutrienti; caratterizzato da estrema magrezza.

## Eziologia
Il marasma è un tipo di malnutrizione causato da un insufficiente apporto di proteine ed energia. Nei paesi in via di sviluppo è prevalente tra i bambini a causa della povertà, dell'acqua contaminata, dello svezzamento precoce e delle infezioni che causano gastroenterite acuta.
Al contrario, nei paesi sviluppati, il marasma è più comunemente osservato tra gli anziani. Ciò può essere attribuito a fattori quali disturbi depressivi, difficoltà di alimentazione, assunzione di farmaci specifici e malattie che influiscono sull'appetito oppure ostacolano in qualche modo l'assorbimento e l'uso dei nutrienti. Le condizioni che contribuiscono includono cancro, lesioni cerebrali degenerative o infiammatorie, insufficienza cardiaca e insufficienza pancreatica e renale.

## Etimologia
Il termine marasma deriva dalla parola greca μαρασμός (marasmós), 'consumo'. In contesti medici, viene usato per descrivere uno stato di grave declino fisico e/o mentale causato da una malattia o dalla vecchiaia.
Inizialmente, il termine era usato per descrivere il processo di secchezza e restringimento dovuto al deterioramento del corpo a causa di una malattia. Successivamente, la definizione si allargò per includere la decomposizione graduale dell'intero organismo e, infine, si espanse ulteriormente fino a comprendere uno stato di rovina, instabilità e declino generale.

## Diagnosi
Nella maggior parte dei casi, i medici sono in grado di diagnosticare la malnutrizione effettuando un esame fisico e informandosi sulle abitudini alimentari e sulle fluttuazioni di peso. Il rilevamento della malnutrizione grave e persistente, d'altra parte, viene generalmente determinato valutando il background medico e l'aspetto fisico della persona.
È possibile utilizzare questionari standardizzati per indagare su informazioni pertinenti sulla capacità di acquistare e preparare il cibo, sulla presenza di altre malattie, sul consumo di farmaci, sullo stato emotivo e sul funzionamento cognitivo. Le risposte a tali domande possono aiutare a convalidare la diagnosi, soprattutto quando la malnutrizione non è immediatamente evidente, e possono individuare la causa sottostante. Per i bambini, riconoscere la causa della denutrizione è particolarmente cruciale.
Durante la valutazione fisica, i medici eseguono diverse procedure, tra cui la misurazione dell'altezza e del peso del paziente, il calcolo dell'indice di massa corporea, l'approssimazione della quantità di tessuto adiposo e muscolare presente nella metà superiore del braccio misurando la circonferenza dell'arto e lo spessore di una piega dermica localizzata nella parte posteriore del braccio sinistro, esaminando le alterazioni della pelle e dei capelli e identificando eventuali segni di edema alle estremità o nella regione addominale.

## Segni e sintomi
I sintomi osservati nella presentazione clinica del marasma sono simili a quelli del kwashiorkor. L'indebolimento del corpo è accompagnato da una diminuzione della frequenza respiratoria e della capacità vitale. La temperatura corporea può anche abbassarsi, portando in alcuni casi a esiti fatali. Inoltre, il deterioramento del corpo può provocare edema, anemia, ittero e petecchie. Durante la progressione di questa condizione possono verificarsi anche insufficienza epatica, renale o cardiaca.
La compromissione dell'immunità cellulo-mediata rende il corpo più vulnerabile alle infezioni, che innescano la liberazione di citochine; queste ultime non solo aggravano l'atrofia muscolare e peggiorano l'anoressia, ma causano anche una significativa riduzione dell'albumina sierica.
Sebbene sia il marasma che il kwashiorkor siano forme gravi di malnutrizione, il primo è caratterizzato da una diminuzione generale del numero totale di calorie consumate, mentre il secondo è caratterizzato da una riduzione dell'apporto proteico. Il modo in cui si presentano è abbastanza simile, ad eccezione dell'edema sottocutaneo, assente nel marasma, che fa apparire i soggetti affetti da kwashiorkor ben nutriti a causa della pancia gonfia.
Casi gravi nei bambini hanno mostrato cambiamenti nelle guaine mieliniche delle biopsie nervose. Modelli sperimentali indicano un ritardo nella proliferazione delle cellule neuronali e gliali nel cervello. Tuttavia, l'entità del danno cerebrale nell'uomo rimane difficile da valutare poiché è soggetta a variabili ambientali e alla possibile sovrapposizione di altre patologie.

## Fisiopatologia
Di fronte al marasma, la risposta metabolica iniziale del corpo è quella di abbassare il proprio tasso metabolico e scomporre il tessuto adiposo per produrre energia. Tuttavia, esaurito il tessuto adiposo, il corpo ricorre anche alle proteine, determinando un bilancio di azoto negativo.
Questo processo porta anche al degrado degli organi viscerali e dei muscoli del corpo, provocando una riduzione del peso complessivo. Tra questi organi, il fegato e l'intestino subiscono la maggiore perdita di peso, seguiti da cuore e reni, mentre il sistema nervoso subisce la minore perdita di peso.

## Trattamento
Il trattamento del marasma prevede l'attuazione di una dieta regolamentata. La linea d'azione consiste nel fornire macronutrienti aggiuntivi per via orale o tramite metodi alternativi come una sonda per l'alimentazione, una sonda nasogastrica o una sonda per gastrostomia nei casi in cui la deglutizione è problematica. La nutrizione parenterale è necessaria quando il malassorbimento è grave.
Man mano che una persona recupera peso, alcuni disturbi possono diventare più evidenti e vari trattamenti possono essere utili per correggere questi deficit specifici. Per evitare che si verifichino queste carenze, gli individui dovrebbero continuare a consumare micronutrienti in una quantità circa doppia rispetto all'assunzione giornaliera suggerita fino al completo recupero.

### Trattamento nei bambini
Nei bambini con diarrea può essere necessario ritardare l'alimentazione per un periodo di 24-48 ore per evitare che la condizione peggiori. Durante questo periodo, è importante fornire una reidratazione orale o endovenosa per garantire che il bambino rimanga idratato. L'alimentazione dovrebbe poi essere ripresa frequentemente, dalle 6 alle 12 volte al giorno, ma in quantità minori, inferiori a 100 ml, perché la capacità di assorbimento intestinale è ridotta.
Durante la prima settimana, le formulazioni basate sul latte vengono generalmente somministrate con l'aggiunta di integratori e in quantità che aumenta gradualmente. Dopo una settimana, i bambini possono ricevere la dose completa di 175 kcal/kg (con 4 g di proteine per kg). Per garantire un adeguato apporto di micronutrienti, è consigliato somministrare il doppio della quantità giornaliera raccomandata utilizzando integratori multivitaminici commerciali. Dopo quattro settimane, le formulazioni possono essere sostituite da latte intero insieme a olio di fegato di merluzzo e alimenti solidi come uova, frutta e carne.
Per mantenere una dieta ben bilanciata, si raccomanda che la proporzione tra i macronutrienti sia pari a circa il 16% di proteine, il 50% di grassi e il 34% di carboidrati. Una combinazione del genere, per esempio, si può ottenere con latte vaccino scremato in polvere (110 g), saccarosio (100 g), olio vegetale (70 g) in 900 ml di acqua. Tuttavia, possono essere usate numerose altre formulazioni, come il latte intero fresco (ricco di grassi) combinato con olio di mais e maltodestrina.

### Trattamento negli adulti
L'AIDS o il cancro possono portare a una sovrapproduzione di citochine; in questi casi, il megestrolo acetato oppure il medrossiprogesterone acetato possono aiutare ad aumentare il consumo di cibo. Questi farmaci possono portare a una significativa riduzione dei livelli di testosterone nei pazienti di sesso maschile, che alla fine può provocare un deterioramento muscolare: di conseguenza, è necessario somministrare anche il testosterone. Poiché questi farmaci possono causare insufficienza surrenalica, dovrebbero essere utilizzati solo per un breve periodo di tempo, non più lungo di tre mesi.
Quando la radice del marasma non è chiara, o quando ha un impatto negativo sulla qualità della vita di un malato terminale, può essere prescritto un farmaco oressigeno, come il dronabinolo derivato dalla cannabis. I pazienti con cachessia dovuta a insufficienza renale o i pazienti anziani potrebbero notare un miglioramento della massa corporea magra o della funzionalità assumendo un ormone steroideo anabolizzante (come il testosterone enantato o il nandrolone) o un ormone della crescita.
Quando si tratta di correggere il marasma negli adulti, il processo è paragonabile a quello dei bambini. In genere, l'alimentazione è limitata a piccole porzioni, ma per la maggior parte degli adulti non è consigliabile ritardare l'alimentazione. Per l'alimentazione orale è possibile utilizzare una formula commerciale facilmente reperibile. Per quanto riguarda gli integratori si consiglia di somministrare 60 kcal/kg insieme a 1,2-2 g di proteine/kg.
Se gli integratori liquidi orali vengono utilizzati con alimenti solidi, devono essere assunti almeno 1 ora prima dei pasti per non ridurre la quantità di cibo consumato durante i pasti.

## Complicanze
La gestione del marasma può portare a complicazioni, come la sindrome da rialimentazione, che può causare sovraccarico di liquidi, carenze di elettroliti, iperglicemia, aritmie cardiache e diarrea.
La diarrea che si verifica in genere è lieve e si risolve senza problemi. Tuttavia, nei pazienti con grave malnutrizione proteico-energetica, la diarrea può talvolta provocare grave disidratazione o addirittura mortalità. La diarrea può essere causata dal sorbitolo utilizzato negli elisir per la nutrizione enterale o da un attacco di clostridioides in seguito alla somministrazione di antibiotici. La diarrea osmotica, che deriva da un eccesso di calorie, è invece rara negli adulti e dovrebbe essere considerata una potenziale causa solo se sono escluse altre possibilità.
Il marasma rappresenta una minaccia per il corretto funzionamento del cuore e dei reni dato che l'iperidratazione causata dal trattamento può portare a un sovraccarico del volume intravascolare.
Il trattamento del marasma comporta una diminuzione della quantità di potassio e magnesio extracellulari. Quando questi minerali sono esauriti, possono verificarsi problemi del ritmo cardiaco, noti come aritmie. Il processo metabolico che avviene durante il trattamento rilascia insulina, che aiuta a regolare la quantità di fosfato all'interno delle cellule.
Se i livelli di fosfato scendono troppo, possono svilupparsi sintomi come debolezza muscolare, parestesia, convulsioni, coma e aritmie. Durante l'alimentazione parenterale, i livelli di fosfato possono cambiare rapidamente ed è quindi importante misurarli spesso. Durante il trattamento, l'insulina prodotta dall'organismo può diventare meno efficace, determinando livelli elevati di zucchero nel sangue. Ciò può causare disidratazione e iperosmolarità. In alcuni casi, un intervallo QT prolungato può causare lo sviluppo di aritmie ventricolari fatali.

## Prognosi
Il tasso di mortalità per i bambini affetti da marasma varia dal 30 al 60%. I segni premonitori di una condizione grave includono coscienza alterata, ittero, petecchie, iponatriemia e diarrea persistente. Al contrario, la scomparsa di sintomi come apatia, edema e anoressia sono indicazioni positive. I pazienti con kwashiorkor tendono a riprendersi più rapidamente di quelli con marasma. La portata delle conseguenze durature del marasma sui bambini non è ancora pienamente compresa.
Alcuni bambini possono andare incontro a malassorbimento cronico e insufficienza pancreatica. In alcuni casi, i bambini piccoli possono sviluppare una disabilità intellettiva minore che può persistere fino al raggiungimento dell'età scolare. A seconda di fattori quali la durata, la gravità e l'età in cui è iniziato il marasma, esiste anche la possibilità di un deterioramento cognitivo permanente.

## Prevenzione
Stabilire abitudini di vita sane prima che si manifestino i segni visibili dell'invecchiamento può aiutare a evitare la malnutrizione. Di seguito sono riportate alcune di queste abitudini:
- È fondamentale stabilire una routine coerente per l'allenamento della forza. Sebbene l'esercizio fisico possa rallentare o addirittura invertire il declino della massa muscolare, è più efficace iniziare a sviluppare i muscoli il prima possibile piuttosto che tentare di recuperare i muscoli perduti in seguito.
- Per soddisfare il fabbisogno proteico giornaliero, è importante consumarne una quantità adeguata ogni giorno. Si consiglia di distribuire l'apporto proteico durante i pasti invece di consumarlo tutto in una volta per garantire di soddisfare il fabbisogno giornaliero.
- È importante tenere un registro regolare della composizione corporea. Quando si invecchia diventa imperativo fare uno sforzo consapevole per ridurre la perdita di massa muscolare e l'accumulo di grasso corporeo.[13]